# Хеироскопија
Хеироскопија представља проучавање линија на кожи дланова људи. Слично као код дактилоскопије (идентификације људи на основу отисака прстију), хеироскопија се у форензици користи за утврђивање идентитета, с обзиром да се распоред линија на длановима разликује од човека до човека. Због чињенице да на мјесту извршења кривичних дјела извршиоци често остављају отиске дланова, а то представља идентификацију карактеристику, стекла се потреба за проучавањем дланова и сачињавање збирке тих отисака.
Овај појам не треба мешати са хиромантијом (гледањем у длан).